# Diocesi di Muzuca di Proconsolare
La diocesi di Muzuca di Proconsolare (in latino Dioecesis Muzucensis in Proconsulari) è una sede soppressa e sede titolare della Chiesa cattolica.

## Storia
Muzuca di Proconsolare, identificabile con Henchir-Khachoum nell'odierna Tunisia, è un'antica sede episcopale della provincia romana dell'Africa Proconsolare, suffraganea dell'arcidiocesi di Cartagine.
Sono tre i vescovi documentati di Muzuca di Proconsolare. Ianuario prese parte al concilio di Cartagine convocato il 1º settembre 256 da san Cipriano per discutere della questione relativa alla validità del battesimo amministrato dagli eretici, e figura al 34º posto nelle Sententiae episcoporum. Il cattolico Rufiniano intervenne alla conferenza di Cartagine del 411, che vide riuniti assieme i vescovi cattolici e donatisti dell'Africa romana; in quell'occasione la sede non aveva vescovi donatisti. Lo stesso Rufiniano prese parte anche al concilio indetto a Cartagine nel 419 da sant'Aurelio. Felice partecipò al sinodo convocato dal re vandalo Unerico nel 484, in seguito al quale venne esiliato.
Dal 1933 Muzuca di Proconsolare è annoverata tra le sedi vescovili titolari della Chiesa cattolica; dall'11 giugno 2010 il vescovo titolare è Celmo Lazzari, C.S.I., vicario apostolico del Napo.

## Cronotassi

### Vescovi
- Ianuario † (menzionato nel 256)
- Rufiniano † (prima del 411 - dopo il 419)
- Felice † (menzionato nel 484)

### Vescovi titolari
- Serapio Bwemi Magambo † (26 giugno 1969 - 16 novembre 1972 nominato vescovo di Fort Portal)
- Godefroy-Emile Mpwati † (1º settembre 1988 - 10 agosto 1995 deceduto)
- Jean Sommeng Vorachak † (21 aprile 1997 - 14 luglio 2009 deceduto)
- Celmo Lazzari, C.S.I., dall'11 giugno 2010